# Lipowe Pole Skarbowe
Lipowe Pole Skarbowe – wieś w Polsce położona w województwie świętokrzyskim, w powiecie skarżyskim, w gminie Skarżysko Kościelne}.
W latach 1975–1998 miejscowość administracyjnie należała do województwa kieleckiego.

## Znane osoby
- Władysław Stopiński – jeden z westerplatczyków

## Zobacz też

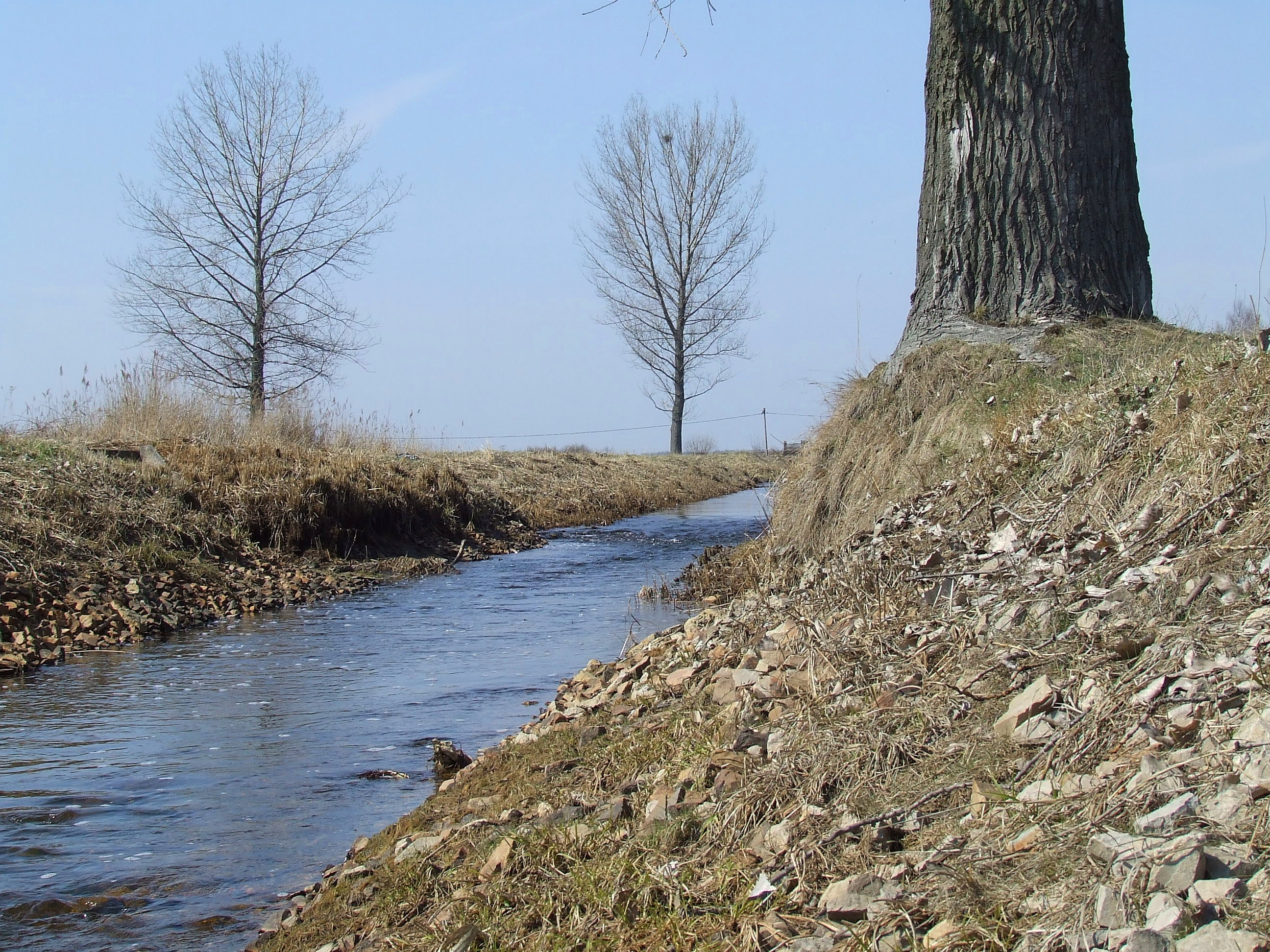
Rzeka Oleśnica